# Dictyoneura acuminata
Dictyoneura acuminata är en kinesträdsväxtart. Dictyoneura acuminata ingår i släktet Dictyoneura och familjen kinesträdsväxter.

## Underarter
Arten delas in i följande underarter:
- D. a. acuminata
- D. a. microcarpa